# Cicindela hamata
Cicindela hamata är en skalbaggsart som beskrevs av Jean Victor Audouin och Gaspard Auguste Brullé 1839. Cicindela hamata ingår i släktet Cicindela och familjen jordlöpare.

## Underarter
Arten delas in i följande underarter:
- C. h. lacerata
- C. h. monti